# Nokia 2680 slide
Il Nokia 2680 slide è un telefono cellulare prodotto dall'azienda finlandese Nokia.

## Caratteristiche
- Dimensioni: 99 x 47 x 15 mm
- Massa: 97  g
- Risoluzione display: 128 x 160 pixel a 65 000 colori
- Durata batteria in conversazione: 3 ore
- Durata batteria in standby: 419 ore (17 giorni)
- Memoria: 32 MB
- Bluetooth